# 城市與狗
《城市與狗》（La ciudad y los perros）是祕魯、西班牙雙重國籍作家馬里奧·巴爾加斯·略薩的成名作，被認為是標誌拉丁美洲文學爆炸時期展開的4部里程碑小說其中的1部，與巴爾加斯·略薩的許多其他作品同樣在作者祖國祕魯的威權時代裡被禁毀，出版不久，當時的軍政府就在作者母校萊昂西奧·普拉多軍事學校裡燒掉1500本這書的秘魯版。

## 場景與人物
《城市與狗》以位於祕魯首都利馬的萊昂西奧·普拉多軍事學校校園與擾攘的利馬市為舞臺，圍繞著幾個中心人物展開鋪陳：
軍校5年1班的同班同學－「美洲豹」（el Jaguar）、「奴隸」（el Esclavo，里卡多·阿拉納Ricardo Arana的外號）、「詩人」（el Poeta，阿爾貝托·費爾南德斯Alberto Fernández的外號）、「博阿」（el Boa，這個稱號是大蛇的意思，由來自他很長很大的生殖器）、「山裡人」el serrano「卡瓦」Cava；甘博亞中尉（Teniente Gamboa，負責帶他們5年1班的軍官）；核心女角－特萊莎（Teresa，校外姑娘，「奴隸」的鄰居和暗戀對象；「詩人」的情人；「美洲豹」小時的鄰居和好學伴（後來成為他的妻子），與3大男主角「美洲豹」、「奴隸」、「詩人」有著關鍵性的連結）等。
（「美洲豹」、「博阿」、「山裡人」「卡瓦」、「魯羅斯」（Rulos）是班級地下組織「團體」（el Círculo）的4大主將，cava這個外號本意是挖掘，外號的主人是秘魯山區原住民，魯羅斯這個外號意思是捲髮的，作者沒有揭示「美洲豹」和「博阿」這2個主要人物的全名，只透露「美洲豹」媽媽姓多米提拉（Domitila），「博阿」的哥哥全名里卡多·巴迪維索（Ricardo Valdivieso），「美洲豹」哥哥叫貝利戈Perico）
其他人物如下：
- 埃萊娜（Helena）：阿爾貝托·費爾南德斯進軍校前的初戀情人。
- 瑪爾塞拉（Marcela）：阿爾貝托·費爾南德斯畢業后的情人。
- 貝拜（Bebe）、普魯托（Pluto）、埃米略（Emilio）：阿爾貝托·費爾南德斯的鄰居和玩伴。
- 佩索阿准尉（Suboficial Pezoa）：甘博亞中尉的助手，被軍校學員貶稱為老鼠rata。
- 封丹納老師（Profesor Fontana）：軍校的法語教師，常被學員惡整。
- 保林諾（Paulino）：軍校的小賣部「珍珠小店」（La Perlita）的主人，店裡的地堡reducto周末都聚集很多4、5年級的軍校學員，喝酒和比賽手淫，優勝者可以得到保林諾給的獎金或獎品。
- 金腳（Pies Dorados）：阿爾貝托·費爾南德斯嫖的第1個妓女，5年級1班的很多人都嫖過她。

## 結構與主要情節
小說分成第1部（8章）、第2部（8章）和尾聲1章共17章，幾條主線由「美洲豹」、「奴隸」（里卡多·阿拉納的外號）、「詩人」（阿爾貝托·費爾南德斯的外號）、「博阿」4個人物貫串，幾乎每個章節都安排許多「美洲豹」和「博阿」的內心獨白，這2條線（「美洲豹」的獨白1條，「博阿」的獨白1條）用意識流讓讀者看到許多故事，「美洲豹」的獨白從第1部第3章1直延伸到第2部快結束，這條線是他內心對個人成長過程的回憶，可以獨立切割來看，這部分讓讀者更多認識進軍校前的「美洲豹」，「博阿」的獨白則伴隨著軍校的生活前進，處在進行式與過去式交替的狀態，讓讀者跟著「博阿」的眼睛和內心活動看到很多軍校的風風雨雨和人物事態的變遷。另外1條很重要的線由1個比較超然的部分全知觀點敘述者掌控，以「奴隸」和「詩人」的成長經歷、兄弟情誼及與校外女孩子特萊莎間發生的故事為主軸，這許多條線交織成1張大網，網中又有貫穿全書的1條軸線，就是軍校發生的幾個重大事件。
第1部的主要情節：5年1班在還是軍校新生（祕魯軍中常用公狗perro貶稱新兵，中譯作狗崽子或狗東西，本書題名後半的perros是複數形，los是陽性複數名詞的定冠詞，單數是el perro，都是軍校資深學員對新進學員的蔑稱，主要人物「博阿」還養了隻母狗「瑪爾巴貝阿達」la perra Malpapeada，題名前半的城市la ciudad特指秘魯首都利馬，另，趙德明的漢譯本用1個源於日本語的詞“士官生”來對應西班牙語單詞cadete，日本語的士官等於臺灣的軍官，台灣的士官等於日本語的下士官，士官生1詞在漢語跟日本語的意思是相同的，長得很像英語單詞cadet的西班牙語單詞cadete是軍校學員或軍校生的意思，趙德明後期的譯作已多半改譯軍校學員）時遭到高年級名為「洗禮」（el bautizo）的學長制虐待，勇猛的「美洲豹」獨自力抗學長，成為惟1沒受到「洗禮」的傳奇人物，並領導全班32人組成「團體」，展開1連串報復行動，被帶班教官甘博亞中尉發現後，全班的大團體瓦解，「美洲豹」、「博阿」、「山裡人（意思是住在山線地區的人）」「卡瓦」、「魯羅斯」4人組成「小團體」，進行報復高年級、欺負新生的暴力活動和偷大考試題賣給同學、偷竊學員財物變賣、賣酒、賣煙、聚賭等地下經濟活動，此外還有反抗校方威權管理的行為：羞辱和惡整女性化的法語教師等，這部分的高潮是國際性慶典上的大起鬨。
第1部的著墨最多的軍校重大事件是「山裡人」「卡瓦」由小團體推派去教務處偷化學考試的題目，得手後不慎弄破玻璃留下證據，當晚，外號「奴隸」的里卡多·阿拉納（外號的起源是他在與「美洲豹」偶然的肢體碰撞中，面對「美洲豹」的痛毆，不敢辯解也不敢還手，甚至不敢逃走，只顫抖著跪在地上求饒，美洲豹說他簡直是奴隸，這是班上發生的第1次打架）替「美洲豹」站崗放哨（站哨），和外號「詩人」的阿爾貝托·費爾南德斯（他編寫色情小說和代寫情書賣錢買菸抽而產生這個外號）同時段，「詩人」對「奴隸」鼓勵有加，又幫他解決困難（「奴隸」的軍裝被同學偷走或剪破，「詩人」帶著「奴隸」去偷了1套完整的），兩人從此有了交情，不久舉行化學大考，功課較好的「奴隸」想幫助沒買到考題的「詩人」而傳紙條給他，被監考的甘博亞中尉發現紙條，「奴隸」出於膽怯承認作弊而受到禁足（禁假；扣假，周末不准外出）處分。
「奴隸」暗戀鄰居少女特萊莎，託「詩人」傳情，「詩人」卻藉機與特萊莎展開交往，不久考題外流（隨著破碎的窗戶玻璃）事發，軍校高層震怒，下令沒查出元兇以前，考題失竊當晚站夜哨的兵（夜間哨兵）全體禁足，「奴隸」懸念想象中的情人卻不能相會，焦慮中失去理智，向負責管理全年級的上尉告發考題是卡瓦偷的，禁足解除，「奴隸」得以外出，「卡瓦」被關進禁閉室等候軍官會議發落（最后被剝奪軍階開除出校，但沒有牽連同夥），吃醋（同時害怕橫刀奪愛被發現）的「詩人」冒著被開除的風險從軍校翻牆出去，到特萊莎家中表白。不久軍校舉行大規模實彈演習，「奴隸」頭部中彈，被送去急救，第1部在這裡結束。
第2部的開展是「奴隸」接受救治，軍方將他嚴密隔離，連他的父母都不能探視，更別說是很關心「奴隸」的「詩人」，「詩人」遇到「奴隸」的爸爸，才知道「奴隸」根本沒機會向特萊莎告白，不久「奴隸」手術失敗死掉，軍方以「奴隸」誤扣步槍扳機誤傷自己結案，「詩人」非常悲傷，直覺「美洲豹」是殺害「奴隸」的兇手，向甘博亞中尉告發「美洲豹」和「小團體」的行為，甘博亞中尉將「美洲豹」和「詩人」與同學隔離，展開大調查，在宿舍地毯式搜索，查出燒酒、菸、開鎖工具、賭具，嚴厲質問「美洲豹」為什麼殺死「奴隸」和搞地下活動，「美洲豹」堅不承認殺人，其他方面則辯稱全體同學都是共犯結構的1部分（只有「奴隸」沒有買過考卷），還與軍官爆發小規模肢體衝突。
「詩人」和「美洲豹」被關在同1小間，「美洲豹」本想託「詩人」傳訊給死黨，「詩人」向「美洲豹」攤牌，質問「美洲豹」為什麼迫害和殺死「奴隸」，說出就是自己告發「美洲豹」，於是2人鬥毆，另方面，甘博亞將種種橫逆寫成報告，上級不願事情鬧大，極力壓制，上校校長也在軍官會議接見「詩人」，說他所有的指控都沒有證據，並以「詩人」以前編寫的色情小說要脅，要是再提這件事就開除他。
2人獲釋回宿舍後，班長阿羅斯畢德（Arróspide）指控「美洲豹」出賣全班，是soplón（奸細；告密者），「美洲豹」只回以輕蔑和不屑，只有「博阿」挺身給「美洲豹」出頭，演變為班上其他同學都起來反對「美洲豹」，響應班長帶頭的起鬨，在「博阿」、班長、「美洲豹」3人的肢體衝突中，其他同學1擁而上痛毆「美洲豹」和「博阿」，從此，「美洲豹」就都不跟大家來往，也分不清是大家孤立他還是他冷落大家。「詩人」看到「美洲豹」蒙受冤屈既不辯解，也不告訴大家其實是他跟上級報告，非常感動，想跟「美洲豹」結交，「美洲豹」不為所動，第2部在這裡結束。
最後1部是尾聲，只有1章，因著甘博亞1度堅持要徹查殺人事件，後來又堅定的想查辦學員宿舍中的弊端，被上級調離軍校，外放到偏遠山區，臨行前，他與「美洲豹」在校外會談，問「美洲豹」為什麼在調查時不願承認，他不做學校教官後又寫信表明自己殺害「奴隸」，「美洲豹」說自己終於能體會「奴隸」被欺負的心情，知道別人比奴隸更壞，自己為大家抵擋高年級的欺負，大家卻出於膽小怕事而背叛他。甘博亞問他為什麼不告訴大家是「詩人」告發他們，「美洲豹」說因為「詩人」是為了給朋友報仇，其他人純粹是膽小怕事，中尉說自己對「美洲豹」報仇、忠誠的想法沒興趣，告訴他讓軍事當局承認錯誤比讓「奴隸」起死回生還難，而且事情不會那麼容易了結，要他從「奴隸」的死吸取教訓，毀掉他自承罪狀的信。
尾聲以「詩人」的畢業象徵著全班都畢業了（除了「奴隸」和「卡瓦」）。「詩人」已和特萊莎分手，先前第2部中，「詩人」給特萊莎報告「奴隸」的死訊，特萊莎不很在意，仍只愛著「詩人」，「詩人」很悲憤，就已埋下伏線，小說的結尾是1大段「瘦子」伊蓋拉斯（el flaco Higueras）跟「美洲豹」的談話，這段話呼應前面所有的「美洲豹」內心獨白這條線，從這條線可以看到：「美洲豹」爸爸是因公殉職的公務員，撫恤金根本不夠維持他和媽媽的生計，「美洲豹」和鄰居特萊莎從小青梅竹馬，1起做功課，還去特萊莎讀書的學校等她下課1起回家，後來媽媽不供他繼續上學，他哥哥（這個軍校裡無人能敵的打架好手是哥哥調教出來的）去當兵前的朋友「瘦子」就帶他1起偷東西，「美洲豹」分到的錢就給媽媽。後來「美洲豹」跟1個男生在海灘上為特萊莎爭風吃醋打架，把對方的頭打破，被抓到警察局，又從警察局跑出來，跟「瘦子」到處流浪，偷東西、嫖妓、打架樣樣學樣樣來，「瘦子」被捕後「美洲豹」回到利馬投靠教父（類似乾爹），教母（類似乾媽）勾引他，反倒讓他藉機透過教母讓教父支持他投考軍校。
在尾聲「瘦子」跟美洲豹的談話中，可以看到「美洲豹」已經完成學業，在銀行上班，是個正經人（hombre serio）了，特萊莎被「詩人」拋棄後，跟「美洲豹」重逢，2人陷入熱戀，15天以後結婚了。

## 軍校文化采風
- 站直角（ángulo recto）：1種比罰6分輕微的處罰，被處罰的軍校學員彎腰90度，雙手護住2顆睪丸(huevos)，讓執行處罰的人踢屁股。（第1部第2章）
- 罰6分（seis puntos）：1種較嚴重的處罰，受到這種處罰的人周末會被禁足。（第1部第2章）
- 洗禮（el bautizo）：學長制虐待。（第1部第2章）
- 打賭（la apuesta）：軍校學員間比賽誰先讓自己射精的自慰遊戲。（第1部第5章）
- 偷雞摸狗：第1部第1章末尾寫到偷母雞的事情，「博阿」養的母狗「瑪爾巴貝阿達」常常出現。

作者的回憶錄也寫到了站直角、洗禮、自慰遊戲。
站直角（ángulo recto）和鴨步走（la marcha del pato，蹲姿往前行進或原地踏步，英語叫duck walk）這2種體罰本來是教官使用的處罰方式，學長用它們來整學弟，「洗禮」中的站直角有學長踢學弟（小說和作者回憶都有寫到），也有學長命令學弟互踢（作者的回憶）。
洗禮的項目很多：在臉上、身上吐口水，在臉上、身上尿尿，拳打，腳踢，搶走身上的錢、菸、值錢的東西等。
這些捉弄（fregado）的手法不只在學長對學弟展現權威的洗禮出現，同學欺負同學的時候也這樣做。
學長還常迫學弟做1些事情：比賽手淫、互相站直角、給學長整理內務等（小說有寫到給學長整理內務，作者當年還被迫互相站直角和比賽手淫，先打出來可以被放回去，輸的要給學長整理內務）。
軍校學員流行嫖妓，作者和小說的主要人物「詩人」同樣都是讀軍校時第1次嫖妓（作者在皮烏拉讀普通的國立中學時還拉同學去綠房子，回憶錄裡都有寫到）。

## 小說以外的花絮

### 文學
作者在1988年完稿的A Writer's Reality（美國雪城大學出版社，1990年；英國法伯法伯有限公司Faber and Faber Limited，1991年，倫敦，國際標準書號0-571-16300-9，暫譯《作家的真實》）第3章Discovering a Method of Writing: Sartre,Military School and The Time of the Hero（暫譯〈寫作方法的探索：薩特、軍事學校、《英雄歲月》〉） 寫到：
「我的小說《城市與狗》（La ciudad y los perros）英文標題是《英雄歲月》（The Time of the Hero），我要說我不喜歡它，因為《英雄歲月》和原標題所給的意象不一樣，但是這個標題是我的出版者挑的，當我建議《城市與狗》（The City and the Dogs）時，他說那個標題根本不好聽好記（catchy），我們也就給這本小說比較好聽好記的標題，但是《英雄歲月》和原標題不是真的相當。」
「我1958年到1961年間寫這本長篇小說，是我的第一次（先前我已寫了一本短篇小說集）。寫這本書花了我三年時間，這是個重要的經驗，因為我發現很多有關文學和我自身的東西」。
作者給1997年西班牙出的《城市與狗》35周年紀念版寫的前言裡，向幾位影響自己很深的作家：法國的薩特、馬爾羅、福樓拜；美國的福克納和其他每1位迷惘的1代（失落的1代；迷失的1代；Lost Generation；la generación perdida）小說家表達了欽敬。
作者在小說第1部前引用J.P.薩特的劇本，第2部前引用薩特的好兄弟保罗·尼赞的名言，隱隱透露出法國左派思想和現代文學對自己的影響，尾聲前的引言是向秘魯本土名家卡洛斯·嘉曼·貝以（Carlos Germán Belli）致意。
作者1958年到1961年寫書時，正維持著第1段婚姻，還是個懷抱共產主義理想，飽讀社會主義理論著作的左翼青年，寫作過程裡得到當時還是他妻子的胡莉婭姨媽很多幫助。
作者年輕時就充分掌握了法語和英語，在母語西班牙語文學作品和接近母語的加泰羅尼亞語文學、葡萄牙語文學以外，還讀了很多很多法國文學和英國文學、美國文學。
回憶錄和《作家的真實》提到的還有大仲馬、儒勒·凡爾納、小仲馬、梅爾維爾、海明威、紀堯姆·阿波利奈爾、薩德侯爵等許多位。
日本諾貝爾文學獎獲得者大江健三郎（1994年）同樣成功掌握了法語和英語，從青年時代就精讀了許多法國文學和英美文學，1970年代起就與年紀相近的作者有密切的交往，結下了深厚的情誼。
大江健三郎親口向採訪者說：「1970年前后，也就是我35岁左右，正是拉美文学在世界范围内获得重大成功的时期。最初我阅读了加夫列尔·加西亚·马尔克斯《百年孤独》的日译本，其后不久，升任《海》主编、东大法文专业的同学塙 嘉彦告诉了我很多法译文本，我便开始了阅读。尤其是巴尔加斯·略萨与我年岁大致相同，我最爱阅读他的作品。」（《大江健三郎口述自傳》，許金龍譯）
大江健三郎給作者寫的第1封公開信（原文發表在《朝日新聞》，收在『暴力に逆らって書く 大江健三郎往復書簡』，羅京莉的漢譯發表在《中華讀書報》，收入漢語《大江健三郎自選隨筆集》）談到《城市與狗》：「您曾写过一些精美的故事从内心深处描写那些城市青年的思维方式。」
作者最早的工作和小說人物「美洲豹」同樣是銀行職員，都是很年青就結婚了，1989年參選祕魯總統時，在他身旁保護安全的人員給他起的代號就叫做「美洲豹」。
作者和小說人物「奴隸」同樣被爸爸從小打到大，都在祕魯北方與母親、母親的家人共同度過幼童時期（父母復合后才搬到利馬與獨生子組成小家庭），家裡的汽車都是藍色的，都夢想過要當海員（el marino海上的船員；水手），讀的小學都叫做薩萊西諾學校（Colegio Salesiano）。
作者和小說人物「詩人」同樣叫做阿爾貝托（Alberto是西班牙語世界裡很普遍的男性的名字，作者在祕魯共產黨內為黨做工作時用了這個化名），都家世很好，爸爸都是工程師，中學前2年（祕魯的中學學制是前2年初級中學，后3年高級中學的5年制，1年級、2年級讀完可參加升學考試，考取后讀3、4、5年級，5年級畢業后可報考高等校院）都同樣讀利馬市名校：拉薩葉學校（Colegio La Salle，天主教辦的私立男校），同樣在軍校裡開始菸癮很大、開始嫖妓、開始熱愛文學和試著寫作。
「美洲豹」、「詩人」同時帶有祕魯印第安人和白人的血統，作者也是。
正如作者1997年加寫的序文（趙德明漢譯，收在2009年新版）：「為了編寫故事，我首先得成為孩童時期的阿爾貝托、「美洲豹」、山里人卡瓦、「奴隸」（那個萊昂西奧·普拉多軍校的士官生）、快樂區米拉芙洛爾大街上的孩子和卡亞俄港珍珠區的鄰居（Para inventar su historia, debí primero ser, de niño, algo de Alberto y del Jaguar, del serrano Cava y del Esclavo, cadete del Colegio Militar Leoncio Prado, miraflorino del Barrio Alegre y vecino de La Perla, en el Callao）

### 秘魯電影史上的重要作品
法蘭西斯科·何塞·隆巴爾迪（Francisco José Lombardi，通常寫Francisco J. Lombardi，還以Pancho Lombardi名見知於世，1949年8月3日－，祕魯塔克納出身）1985年在《城市與狗》原著小說基礎上改編的同名彩色故事電影片得到這1年西班牙聖塞巴斯第安國際電影節（Festival Internacional de Cine de San Sebastián）的最佳導演銀貝殼獎（Concha de Plata al mejor director），是祕魯電影在世界史上第1次得到國際大獎，同時打破了1980年到1984年這幾屆各國都沒有作品得最佳導演銀貝殼獎的世界紀錄。

#### 電影和小說的小小比較
何塞·渡邊（1935年3月17日－2007年4月25日）編劇，法蘭西斯科·何塞·隆巴爾迪監製、導演的這部片長2小時15分鐘，彩色。
配樂用了不少小鼓和小號而洋溢軍樂風，在暴虐（cruel）和雄糾糾（macho machismo）的層面多所著墨，洗禮、站直角、偷考卷、化學考試、鴨步走、跳牆等都有改編呈現，還出現了小說沒有寫到的1些景象比如開閤跳、俯地挺身（俯臥撐）和1些捉弄手法。

## 簡短評述
- 本書細緻深刻的描繪出人性的幽微複雜層面，成功刻劃難測的人心及人與人關係的多變和飄忽，豐富的技巧、奇詭的結構、絢麗的描寫（比如本書大量使用的意識流和電影蒙太奇手法）也是本書對世界文學的貢獻。
- 有些評論認為，本書控訴抨擊腐敗專橫的秘魯軍事政權，然而此書的複雜和豐富程度，實在不是這樣簡短就可概括的，其揭示的面向和所承載的可讓讀者接收的各種訊息，遠遠不只這樣。
- 本書可與巴爾加斯·略薩回憶錄《水中魚》（El pez en el agua）的單數前幾章交互參照閱讀，敘述巴爾加斯·略薩兒童青少年成長經歷和文學經驗的《水中魚》單數章節同時也收入中文版《謊言中的真實》（副題名：巴爾加斯·略薩談創作）。
- 由Lysander Kemp（1920年－1992年）翻譯的《城市與狗》英譯本題名為The Time of the Hero（1966年問世，在英美多次再版，1987年日本譯者杉山 晃（1950年－）從西班牙語譯出日譯本，日本語題名『都会と犬ども』是直譯），也許可翻作《英雄時代》或《英雄歲月》，英文題名裡的英雄是單數形，應該是單指1人，英譯者認定的英雄或許是第1主角「美洲豹」（作者從頭到尾都刻意不讓讀者知道「美洲豹」真實姓名），「美洲豹」「男兒寧當格鬥死」（語出陳琳《飲馬長城窟行》）的情懷，讓人想到《水滸傳》裡的弟兄聚義逞豪強，在他對忠義的執著和實踐裡，已洗淨了污穢的層面，只留下驍勇氣概和豪情。殺害「奴隸」雖可說是他的最大汙點，然而他勇於面對良心的譴責，好漢做事好漢當，願意接受法律制裁，為自己尋求救贖。最後雖出於他的預期，但後來的表現也說明他聽了中尉的勸告，真的從「奴隸」的死獲得教訓，完成學業，努力工作，對朋友情義相挺，做了正派人，沒有像家長、師長、同學認定的進監獄。
- 其他的男性主要人物也有各自的英雄形象：「奴隸」善良而正直；靈巧的「詩人」不惜代價要給自己兄弟伸冤；在全班性的大背叛中，「博阿」仍毅然挺身支持自己兄弟；「卡瓦」1人承當所有責任，犧牲自己保全同伴；甘博亞在長官強大的壓力下，還是狂熱的堅持保有相當程度的理想性。這些「英雄」（包括「美洲豹」）雖然都各有軟弱的面向與失敗的處境，仍散發著某種動人的光芒。

## 在世界文學的位置
- 有些評論認為1963年出版的《城市與狗》與1962年出版的《阿尔特米奥·克罗斯之死》（La muerte de Artemio Cruz）、1963年出版的《跳房子》（Rayuela）和1967年出版的《百年孤独》（又譯《一百年的孤寂》）將拉丁美洲文學帶進爆炸（el boom，英語Boom，或譯「勃發」）時期。[來源請求]
- 巴爾加斯·略薩也因此和這3部小說的作者：墨西哥作家卡洛斯·富恩特斯、阿根廷作家胡利奥·科塔萨尔、哥伦比亚作家加西亚·马尔克斯（又譯馬奎斯，1982年得諾貝爾文學獎）被評論者稱為拉丁美洲文學爆炸的4大主將（4人以外還有智利的何塞·多諾索、烏拉圭的胡安·卡洛斯·奧內蒂等作家）。
- 這部小說出版前的1962年，書稿便得到西班牙Seix Barral出版公司舉辦的簡明圖書獎（Premio Biblioteca Breve，又譯簡明叢書獎或小叢書獎），讓巴爾加斯·略薩成為本獎第1位拉丁美洲得主，評論者也把這1年當作拉丁美洲文學爆炸時期的起始年。
- 1963年問世當年連獲年度的西班牙文學批評獎（Premio de la Crítica Española，1966年巴爾加斯·略薩又以《綠房子》La casa verde第2度獲得本獎）、福明托文學獎（el segundo puesto del Prix Formentor，2獎，法國）。
- 迅速被翻譯成20種以上的語文（現在已超過30種不同語文）。
- 1985年在祕魯首度改編成同名電影，祕魯詩人；作家何塞·渡邊編劇，祕魯導演Francisco José Lombardi（法蘭西斯科·何塞·隆巴爾迪）監製、導演，得到年度西班牙聖塞巴斯蒂安影展（電影節；Festival de San Sebastián）最佳導演銀貝殼獎。
- 1986年，智利導演Sebastián Alarcón在蘇聯改編第2個電影版本，片名《美洲豹》（El Jaguar）。
- 漢語版由北京大學趙德明從西班牙語原文譯出，是第1部被翻成漢語介紹到中國的巴爾加斯·略薩作品，1981年和1996年由北京外國文學出版社和長春時代文藝出版社（2000年又收入該社《世界禁書文庫》出精裝版）先後出版。
- 中國上海譯文出版社在2009年8月出了趙德明漢語譯本21世紀新版，加譯了作者給1997年35周年西班牙紀念版新寫的序。
- 台灣聯經出版事業公司在2009年10月推出世界史上第2個漢語譯本曾永銳新譯本，同時讓《城市與狗》成為世界史上第3部有著2個漢譯本的巴爾加斯·略薩長篇小說作品（前2部是《青樓》；《綠房子》和《天堂在另1個街角》；《天堂在另外那個街角》）。

## 延伸閱讀
- 馬里奧·巴爾加斯·略薩著，趙德明譯，《城市與狗》，時代文藝出版社，1996年，長春。
- 馬里奧·巴爾加斯·略薩著，趙德明譯，《水中魚》，時代文藝出版社，1996年，長春。
- 馬里奧·巴爾加斯·略薩著，孫家孟譯，《潘上尉與勞軍女郎》，時代文藝出版社，1996年，長春。
- 馬里奧·巴爾加斯·略薩著，孫家孟譯，《誰是殺人犯·敘事人》，時代文藝出版社，1996年，長春。
- 馬里奧·巴爾加斯·略薩著，孫家孟譯，《綠房子》，時代文藝出版社，1996年，長春。
- 馬里奧·巴爾加斯·略薩著，王成家、孟憲臣譯，《狂人瑪依塔》，時代文藝出版社，1996年，長春。
- 馬里奧·巴爾加斯·略薩著，趙德明、李德明、蔣宗曹、尹承東譯，《胡莉婭姨媽與作家》，時代文藝出版社，1996年，長春。
- 馬里奧·巴爾加斯·略薩著，趙德明、段玉然、趙振江譯，《世界末日之戰》，時代文藝出版社，1996年，長春。
- 馬里奧·巴爾加斯·略薩著，孫家孟譯，《酒吧長談》，時代文藝出版社，1996年，長春。
- 馬里奧·巴爾加斯·略薩著，趙德明譯，《謊言中的真實：巴爾加斯·略薩談創作》，雲南人民出版社，1997年，昆明。
- 馬里奧·巴爾加斯·略薩著，趙德明譯，《情愛筆記》，百花文藝出版社，1999年，天津。
- 馬里奧·巴爾加斯·略薩著，趙德明譯，《中國套盒：致1位青年小說家》，百花文藝出版社，2000年，天津。
- 馬里奧·巴爾加斯·略薩著，尹承東譯，《首領們》，時代文藝出版社，2000年，長春。
- 馬里奧·巴爾加斯·略薩著，趙德明譯，《城市與狗》，時代文藝出版社，2000年，長春。
- 馬里奧·巴爾加斯·略薩著，朱景冬譯，《替白臉蒂朗下戰書》，時代文藝出版社，2000年，長春。
- 馬里奧·巴爾加斯·略薩著，朱景冬譯，《無休止的縱慾》，時代文藝出版社，2000年，長春。
- 馬里奧·巴爾加斯·略薩著，趙德明譯，《頂風破浪》，時代文藝出版社，2000年，長春。
- 馬里奧·巴爾加斯·略薩著，李德明譯，《利圖馬在安第斯山》，時代文藝出版社，2000年，長春。
- 馬里奧·巴爾加斯·略薩著，趙德明譯，《給青年小說家的信》，上海譯文出版社，2004年，上海。
- 馬里奧·巴爾加斯·略薩著，趙德明譯，《給青年小說家的信》，聯經出版公司，2005年，臺北。（臺灣版將作者譯為巴加斯·尤薩）。
- 馬里奧·巴爾加斯·略薩著，關文軍譯，《天堂在另1個街角》，聯經出版公司，2008年，臺北。（臺灣版將作者譯為巴爾加斯·尤薩）。
- 馬里奧·巴爾加斯·略薩著，趙德明譯，《城市與狗》，上海譯文出版社，2009年，上海。
- 馬里奧·巴爾加斯·略薩著，趙德明譯，《公羊的節日》，上海譯文出版社，2009年，上海。
- 馬里奧·巴爾加斯·略薩著，趙德明譯，《天堂在另外那個街角》，上海譯文出版社，2009年，上海。
- 馬里奧·巴爾加斯·略薩著，曾永銳譯，《城市與狗》，聯經出版公司，2009年，臺北。（臺灣版將作者譯為巴爾加斯·尤薩）。
- 趙德明，《巴爾加斯·略薩傳》，新世界出版社，2005年，北京。
- 趙德明、趙振江、段若川、孫成敖，《拉丁美洲文學史》（修訂版），北京大學出版社，2001年，北京。
- 趙德明，《20世紀拉丁美洲小說》，雲南人民出版社，2003年，昆明。
- 朱景冬、孫成敖，《拉丁美洲小說史》，百花文藝出版社，2004年，天津。
- 白安茂著，游淳傑譯，《西班牙文學史》，茂昌圖書公司，1993年，臺北。（這裡的西班牙係指語文，不是指國家，所以也包含拉丁美洲西班牙語文學）
- 西西，《像我這樣的一個讀者》，洪範書店，1986年，臺北。（〈巴爾加斯·略薩之頁〉卷含〈關於祕魯〉和〈胡利亞姨母與劇作家〉2篇）
- 西西，《傳聲筒：閱讀筆記之二》，洪範書店，1995年，臺北。（卷四〈巴加斯·略薩的時空濃縮結構：試析《潘達雷昂上尉與勞軍女郎》的第一章〉）

## 外部連結
- 《城市與狗》西班牙語原文電子書
- 《水中魚》西班牙語原文電子書
- 巴爾加斯·略薩給《城市與狗》1997年版、《綠房子》和《酒吧長談》1998年版寫的前言
- 巴爾加斯·略薩（页面存档备份，存于）（巴爾加斯·略薩生平資料西班牙文網站）
- 萊昂西奧·普拉多軍事學校正式網站（西班牙文）（页面存档备份，存于）